# 鄭昌
鄭 昌（てい しょう、生没年不詳）は、秦末から楚漢戦争期の武将。はじめは秦の呉県県令をつとめた。
親交があった項羽が叔父の項梁と会稽郡で蜂起すると、鄭昌はその傘下に加わった。
紀元前206年、韓王成が司徒の張良を劉邦の幕僚として派遣させたことに気分を害した項羽は、亜父范増の助言で彭城まで連行させ、そこで韓王成を誅殺した。
まもなく、項羽は韓王成の後釜として、鄭昌を韓王に封じた。やがて関中にいた漢王劉邦は韓信を得て、東進した。同年10月に韓信は鄭昌に降伏するように勧告したが、鄭昌はこれに応じなかった。そこで韓信は韓の中心である陽城を襲撃して、慌てふためいた鄭昌は韓信に降伏した。韓を平定した劉邦は亡き韓王成の族子である韓王信を韓王に封じた。
紀元前205年、鄭昌は他の諸侯の軍勢と項羽の居城である彭城に進撃したが（睢水の戦い）、その後の動向は不詳である。